# Protéine SUMO
Les protéines SUMO (pour Small Ubiquitin-like MOdifier) sont une famille de petites protéines de 12 kDa (ou une centaine d'acides aminés). Elles sont structuralement proches de l'ubiquitine ou de la protéine NEDD8, mais fonctionnellement associées à un mécanisme particulier de modification post-traductionnelle appelé SUMOylation.

## Historique
La protéine SUMO a été découverte dans les années 1990, 20 ans après la découverte de l'ubiquitine. Ce délai est dû à la nature instable du lien entre les protéines cibles et SUMO. C'est grâce à RanGap, une protéine sumoylée stable, que la découverte a eu lieu. 

## Expression et isoformes de SUMO

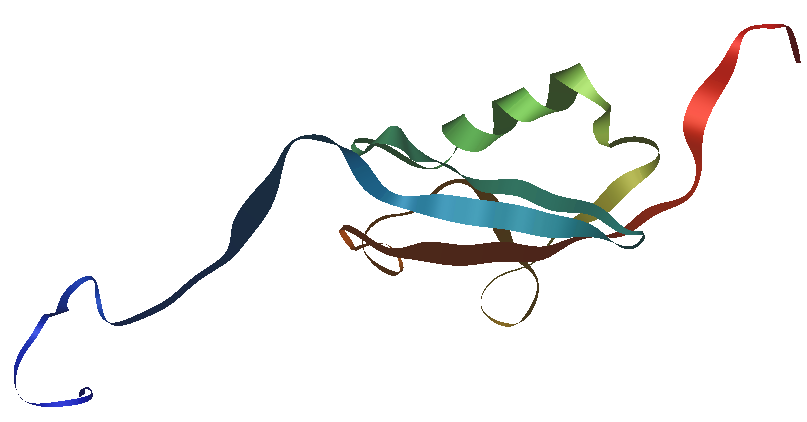
Structure de la protéine humaine SUMO1 obtenue par résonance magnétique nucléaire.

SUMO est présente et essentielle chez tous les eucaryotes étudiés,. Les vertébrés ont trois paralogues, SUMO1, SUMO2 et SUMO3 ; les isoformes 2 et 3 sont identiques à 95 % et à 50 % avec l'isoforme 1. Ces trois formes sont exprimés de manière ubiquitaire dans l'organisme. Chez l'homme une quatrième isoforme nommée SUMO4 est exprimée de façon restreinte au niveau de la rate, du rein, des nœuds lymphatiques et du pancréas.

## Fonction biologique
La grande majorité des protéines sumoylées connues chez les mammifères sont impliquées dans les mécanismes de la transcription et le trafic nucléo-cytoplasmique. Par contre des études récentes ont montré un rôle plus diversifié qui implique la réplication de l'ADN, la réparation de l'ADN ainsi que le métabolisme.

## Maladies impliquant la protéine SUMO
E2, l'enzyme de conjugaison de SUMO, est surexprimée dans certaines tumeurs malignes chez l'humain. Des possibles implications des protéines SUMO dans les maladies d'Huntington, d'Alzheimer et de Parkinson sont suggérées. 

## Prédire la sumoylation
Le motif consensus est un tétrapeptide qui est: Ψ-K-x-D/E ou Ψ représente un acide aminé hydrophobe, K la lysine acceptrice qui forme la liaison isopeptidique avec le SUMO, x un acide aminé quelconque et D/E représente un acide aspartique ou un acide glutamique. Ce motif est reconnu par E2, l'enzyme de conjugaison. Des programmes informatiques sont capables de prédire des sites théoriques de sumoylation in silica grâce au motif consensus et au signal de localisation nucléaire.  